# Осмунд Улофсен Віньє
Осмунд Улофсен Віньє (норв. Aasmund Olavsson Vinje, 1818—1870) — один із найвизначніших представників норвезького романтичного націоналізму. Деякі ліричні твори Віньє були покладені на музику Едварда Грига. Найвідомішим таким твором є романс «У Рондані» (норв. Ved Rundarne).

## Біографія
Осмунд Улафсен Віньє народився 12 листопада 1921 року в малозабезпеченій сім'ї. Навчався в семінарії в Аскері. Закінчив університет з дипломом адвоката.
Віньє був засновником журналу «Dølen» (укр. «Селянин») в 1858 році, де він публікував туристичні описи, а також редакційні коментарі щодо мистецтва, мови та політики, що слугують записами за період коли він жив. 1870 року «Dølen» припинив існування.
Він пробував знайти і сформулювати різницю між життям у місті та життям у селі Норвегії та був одним із представників норвезького романтичного націоналізму. Проте він також був відомий своїм критичним скептицизмом і подвійними думками, тобто, дивився на обидві сторони монети. Він також займався активною політичною діяльністю, про що свідчить факт, що уряд звільнив його з роботи адвоката через критику своєї зовнішньої політики.[джерело?]
Серед його творів «Ferdamdini frama Sumaren 1860», високо цінується в норвезькій літературі. У ньому розповідається про подорож з Осло до [Тронхейм]]у, про зустрічі з простими людьми під час подорожі та прибічниками корони, з якими він зіткнувся під час коронації.
У 1863 році він написав «Погляд Норсмана на Англію та Британію».
До популярних у Норвегії віршів відносять «Ved Rundarne» і «Våren», що були покладені на музику Едвардом Грігом. Гріг також у 1881 році опублікував «Tolv Melodier til Digte af A. O. Vinje», Opus 33,
що включають «Останнє джерело» та «У Рондані».
Віньє ввійшов у історію Норвегії, перш за все, як один із засновників і представників нової норвезької літературної мови — нюношк, основи якого заклав Івар Осен у середині XIX століття.
Помер 30 липня 1870 року від раку шлунку.

## Вибрані твори
- En Ballade om Kongen og Kongehuset (1853)
- Ferdaminni fraa Sumaren 1860 (1861)
- A Norseman's View of Britain and the British (1863)
- Diktsamling (1864)
- Storegut (1866)
- Blandkorn (1867)
- Dølen i eiget Hus atter (1868)
- Um vaart nationale Stræv (1869)

## Пам'ять
- У ряді міст Норвегії Осмунну Улафсону Віньє встановлені пам'ятники, у тому числі в Осло.
- У 1968 році до 150-річчя з дня народження поета пошта Норвегії випустила марку зі зображенням Віньє.
- У 1984 році поет був зображений на норвезькій куп'юрі номіналом 50 крон.

## Гелерея

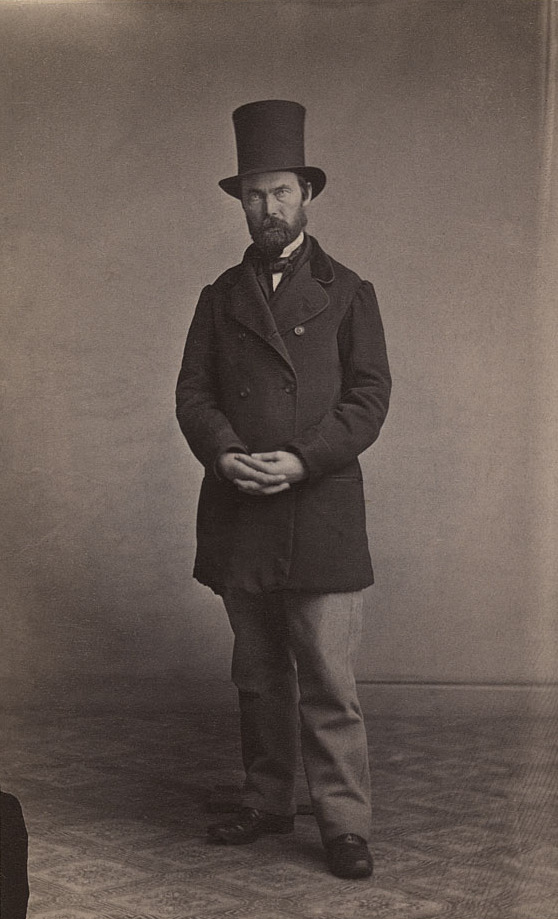
Осмунд Улафсен Віньє. Фото зроблено Claus Peter Knudsen, Nasjonalbibliotekets
Карикатура «Vinjefurua» зроблена Теодором Кіттельсеном, 1907
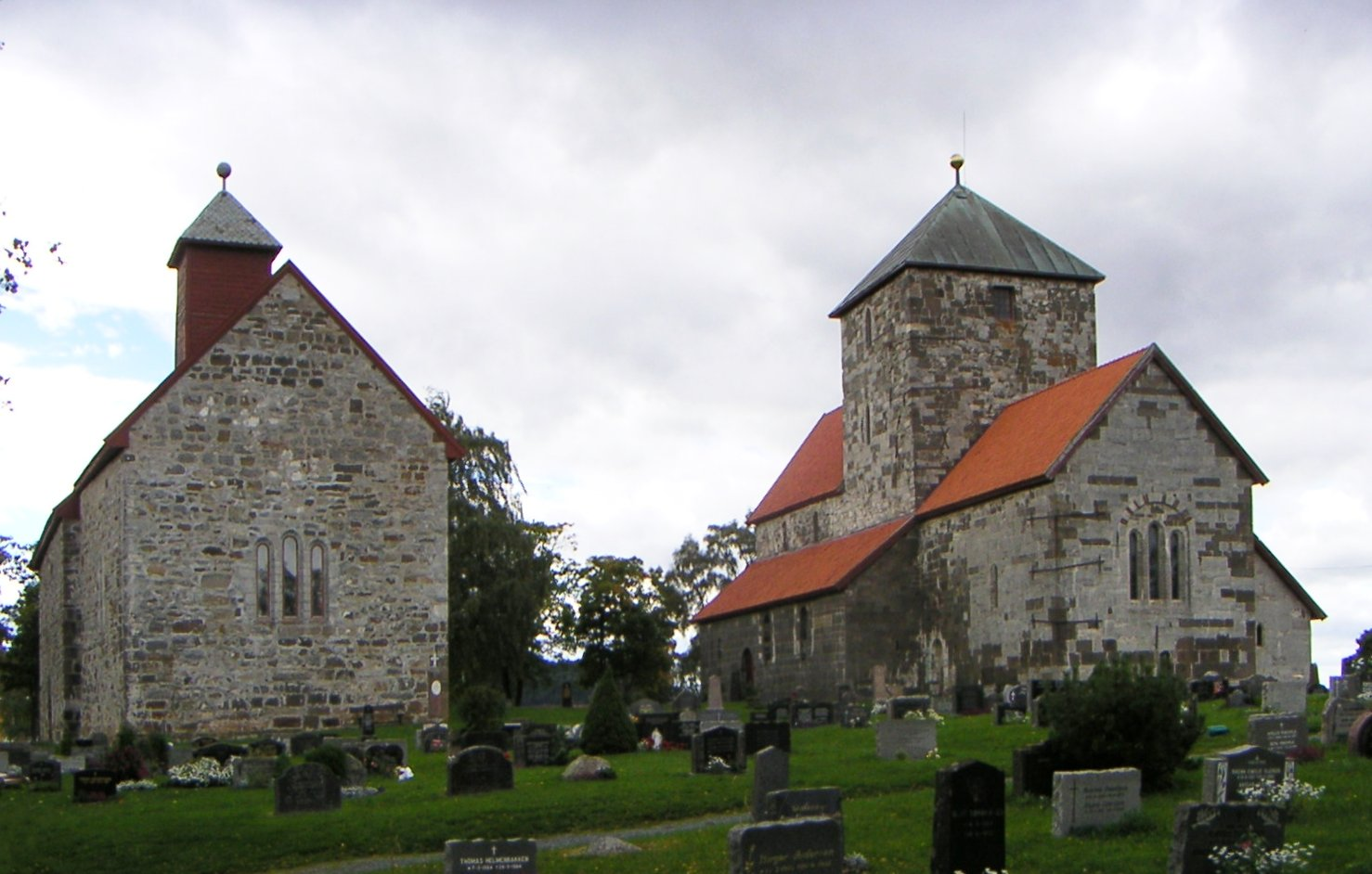
Søsterkirkene på Gran, Місце де похований Віньє
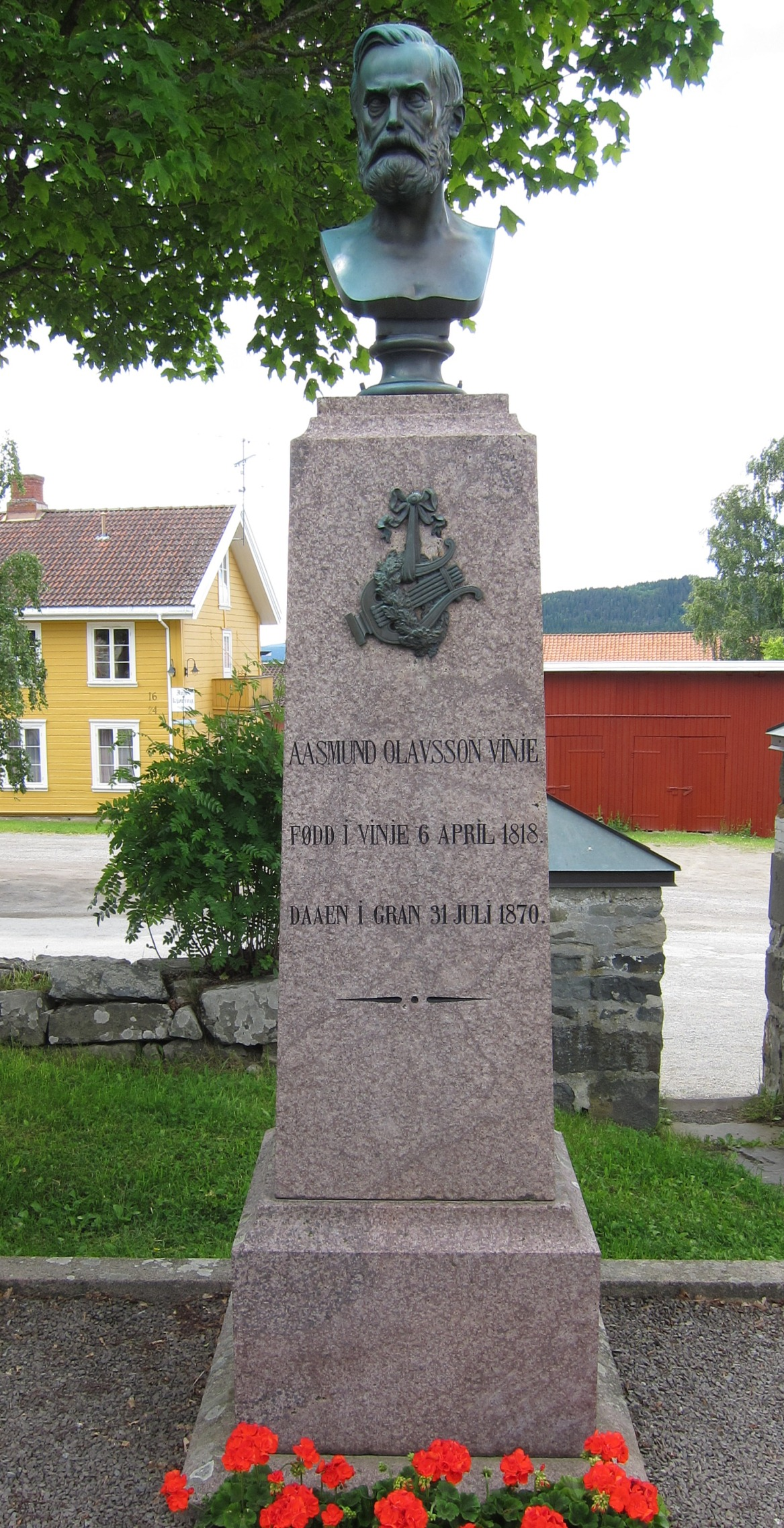
Пам'ятний бюст, зроблений Брюнфулем Бергслієном, на гробниці Віньє в церкві Гране